# Famille de Compey
La famille de Compey, parfois de Compeys ou de Compois, est une famille noble du comté de Genève, originaire de Thorens, attestée au XIIIe siècle et éteinte au XVIe siècle. Installée dans le château de Thorens, dite de Compey, elle est l'une des familles vassales des comtes de Genève.
Elle fait partie des principaux lignages seigneuriaux du comté de Genève. Cette position se retrouve dans un dicton : « Terny (Ternier), Viry, Compey sont les meillous maisons du Genevey, Salenove (Sallanuvaz) e Menton ne les craignons/cedons pas d'un bouton »,,,.
Une autre famille de Compey ou Compois, possédant la terre de Féterne, est présente à la même période dans la province voisine du Chablais.

## Histoire

### Origines
Le premier membre de la famille de Compey serait mentionné dans la seconde partie du XIe siècle, dans un texte d'inféodation, lorsque le comte de Genève, Gérold, confie le château de Thorens, gardien de la vallée d'Usillon et d'une voie romaine, à un certain Oddon de Compey, son compagnon d'arme, vers 1060,. Selon la notice du Dictionnaire historique de la Suisse, la famille est attestée à partir du XIIIe siècle comme propriétaires du château.
L'héraldiste savoyard, Amédée de Foras (1878), indique que le nom de cette famille proviendrait d'un village, Compeisium, Compeys (mentionné dans le Régeste genevois), correspondant à l'actuel hameau de Compois, situé sur le territoire de la commune de Meinier, près d'Annemasse,.

« En ce temps-là le grand passage de Genève et de la Roche, pour Annecy et Thônes, se faisait par le Crest de l'Espines, Sales et Thorens, ou sous le roc du Saix, et sur la rivière de Sellières il y avait un pont entretenu ; le pas était important pour la défense du pays ; Gerold y fit construire un fort, sous le nom de fort de Thorens, et en donna le commandement à messire Oddon de Compey. Peu de temps après, vers 1060, il lui accorda l'investiture de toute la vallée de Sellières et de Flans, suivant la chronique de la Roche »

— D'après Charles-Auguste de Sales (1606-1660), prince-évêque de Genève, neveu de François de Sales., Pantaléon Costa de Beauregard (1844).

### Famille au service des Savoies
Au XIIIe siècle, Pierre de Compey est un compagnon du comte de Savoie, Thomas Ier. Il est mentionné comme châtelain du château de Féternes en 1203 pour les comtes de Savoie. Un Gérold de Compey est chanoine de Genève et doyen d'Allinges.
Simon de Compey épouse en 1370, Peronnette de Saillon dernière héritière du château de Denens (Canton de Vaud).

### Disgrâce
Au XVe siècle, un Jehan de Compey (1410-1476) possédait 21 titres de seigneurie. Un autre Jehan/Jean de Compey (1450-1532), sire de Thorens, et seigneur de La Roche et Mornex, est chambellan et conseiller du comte Amédée VIII de Savoie. Il dirige pour lui des opérations militaires en Égypte. Il obtient la seigneurie d'Aigle (Canton de Vaud), alors terre savoyarde, de 1434 à 1476. Il en profite pour combattre aux côtés de Charles le Téméraire (Duc de Bourgogne) les Bernois. Dans la lutte opposant une partie de la cour savoyarde, entre noblesse savoyarde et noblesse chypriote, Jean de Compey devient le favori de la duchesse Anne de Lusignan. Profitant de ce pouvoir, Pantaléon Costa de Beauregard analyse que « cette haute fortune qui souleva contre luitant d'implacables jalousies, Compey, loin de chercher à faire pardonner sa puissance par sa modération, révolta, par sa morgue et ses injustices, la fière noblesse de Savoie ». Cette conjuration rassemble contre lui, la famille de Menthon, le seigneur Pierre de Menthon, et ses fils Nicod et Claude « qualifiés de « benêts » par la duchesse », soutenus par de nombreux nobles savoyards dont François de la Palud, seigneur de Varembon, Jean de Seyssel, maréchal de Savoie et seigneur de Barjact, Guillaume de Luyrieu, seigneur de la Cueille, Jacques et Amé de Challant, Jacques de Montbel, seigneur d'Entremont, Gaspard de Varax, qui se réunissent à Varambon,. Le duc Louis Ier de Savoie est averti de cette alliance de la noblesse, mais ne dit rien. Jean de Compey, seigneur de Thorens, grand-bailli de Genevois, est chargé par le duc de l'organisation d'une chasse au faucon sur ses terres de Mornex, le 29 août 1446 (ou 1447), à laquelle participe la duchesse Anne de Lusignan, ainsi que la princesse Anne Belle, fille du roi d’Écosse Robert III. Blessé, il réussit à se réfugier dans son château de Mornex. Une partie de la noblesse savoyarde est bannie. Jean de Compey se venge en faisant assassiner plusieurs nobles savoyards.
À la mort de Jean, ses trois fils héritent chacun d'une part égale. Philibert I obtient la seigneurie familiale de Thorens, . Jugé belliqueux par les historiens, Philibert I participe à une conspiration menée par Philippe Sans Terre, comte de Bresse et futur duc de Savoie, afin de réduire l'influence des favoris de la duchesse Anne de Chypre. Il participe, en 1479, à l'assassinat de Bernard de Menthon, grand chancelier de Savoie. Jean de Compey, son frère, évêque de Turin et abbé commendataire, participe également à la contestation de la gouvernance du duc. 
La justice ducale est plutôt clément avec Philibert puisqu'il n'est pas condamné. Cependant, ses biens — les seigneuries de
Thorens, d’Aigle, d’Arbusigny et de Mornay — sont confisqués et transmis à la tante du duc Charles Ier, Hélène de Luxembourg. 
Philibert II, neveu du précédents, prête hommage au duc Charles II, en 1516. Il ouvre un procès afin de récupérer les biens perdus de son oncle. En 1526, il les récupèrent à la faveur de la mort de Louise de Savoie, héritière d'Hélène de Luxembourg. Philibert II, sans que l'on ne sache pourquoi, prend le parti de Genève, où la religion réformée se développe. Le duc considère cet acte comme une trahison, aboutissant au bannissement de Compey et la confiscation de tous ses biens le 5 décembre 1533.

## Héraldique
| Famille de Compey | Les armes des Compey se blasonnent ainsi : D'azur à la croix d'or,. Devise des Compey est "A.V.F." dont l'héraldiste Amédée de Foras indique qu'on ne connaît pas la signification. On trouve cependant cette interprétation : A vostre foy |

Les branches cadettes portent :
- Compey, seigneurs de Draillant et de la Chapelle : une cotice brise leur écu[6] ;
- Compey, seigneurs de Gruffy, de Prangins et de Grandcour : D'hermine au chef de gueules chargé d'une aigle d'or[7],[6] ;
- Les seigneurs de Vulpillières forment une branche cadette. Ce nom est porté par une branche des seigneurs de Reydet.

## Personnalités
- Jehan (Jean) de Compey (1410-1476), seigneur de Thorens, conseiller et chambellan du duc, grand-bailli de Genevois, commandant de l'armée savoyarde lors de la campagne de Lombardie, dit chevalier de l'Ordre du Collier (v. 1440)[25],[26] ;
- Jean de Compey († 1492), conseiller ducal et chancelier de Savoie (1462-1464), évêque de Turin (1469-1483), de Genève (1482-1484) puis archevêque de Tarentaise (1484-1492)[27]
- François de Compey, conseiller, chambellan et maître-d'hôtel du duc Jean Ier de Bourgogne[28].

## Possessions et châteaux
Originaire du Genevois, les seigneurs de Compey possèdent au cours de leur histoire les titres de seigneurs de :
- dans le comté de Genève : Arbusigny, Aubeterre, Augny, La Chapelle, Corsier, Draillans, Eclarson, Etrambières, Gruffy, Maisonneuve, Montrosset[Note 2] (Sallanches), Mornay, La Motte, Sacconex, Soyrier, Thorens (Château de Thorens, qui porte parfois, d'après des documents du XVIIe siècle le nom de « château de Compey », jusqu'en 1479), Viry, Vulpillières (sur l'ancienne commune d'Avregny, aujourd'hui Allonzier-la-Caille), Yvoire (fief de la maison dès le XIIIe siècle, puis échange de la forteresse avec le comte Amédée V de Savoie, en 1306)[30] ;
- dans le pays de Vaud : Aigle (Château d'Aigle, 1434 à 1476) ; Denens (Château de Denens - Vaud, de 1370 par mariage de Peronnette de Saillon (dernière héritière) et Simon de Compey. Le château reste dans la famille jusqu'en à 1531) ; Grandcour ; Gressy ; Prangins ; Richemont.

Obtention de la seigneurie de La Chapelle-Marin et de la mestralie de Thonon en échange de la seigneurie et du château d'Yvoire, en 1306,. Revente de la seigneurie de La Chapelle-Marin en 1518.

### Châteaux

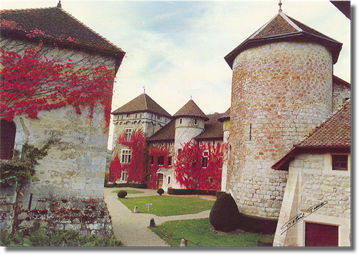
Château de Thorens - la cour d'honneur

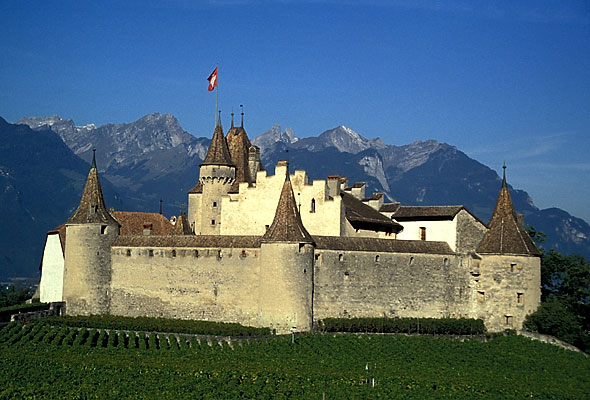
Le château d'Aigle avec en arrière-plan les montagnes du Chablais valaisan

Liste non exhaustive des possessions tenues en fief ou en nom propre de la famille de Compey :
- château d'Yvoire, à Yvoire (XIIIe siècle-1306), don de la forteresse au comte Amédée V de Savoie, en 1306 ;
- château de Compois (Meinier), en 1256[32]
- château de La Chapelle-Marin, à Marin, en 1306[31],[30] ;
- Château de Rouelbeau dit Bâtie-Compey(s) (Meinier), après 1355[33]
- château de Denens, à Denens (1370-1531), de 1370 par mariage de Peronnette de Saillon (dernière héritière) et Simon de Compey ;
- château de Lutrin, à Saint-Paul (Savoie) ;
- château de Gruffy (1419-1522)[34] ;
- château de Montrosset ou maison Brêche, à Sallanches (XIVe siècle-1486)[35],[29] ;
- château de Pormenay, à Sallanches[36] ;
- château de Thorens, à Thorens-Glières (?-1479), qui porte parfois, d'après des documents du XVIIe siècle le nom de « château de Compey » ;
- château d'Aigle, à Aigle (1434-1476).

## Offices
Liste non exhaustive des offices octroyés.
Guillaume de Compey est bailli de Faucigny, pour l'année 1347.
Des membres de la famille ont été châtelains des comtes de Savoie, pour les châtellenies de, :
- Annecy (1441-1458) ;
- Allinges-vieux (1315-1319) ;
- Ballaison et Beauregard (1461-462) ;
- Clermont (1347-1395) ;
- Féternes (1203) ;
- Flumet (1466-1467) ;
- Évian et Féternes (1203 (?), 1446-1461, 1462-1467, 1468-1480, 1492-1497) ;
- Hermance (1461-1462) ;
- Montjoie (1417-1436) ;
- La Roche (1436-1465) ;